# John M. Stahl

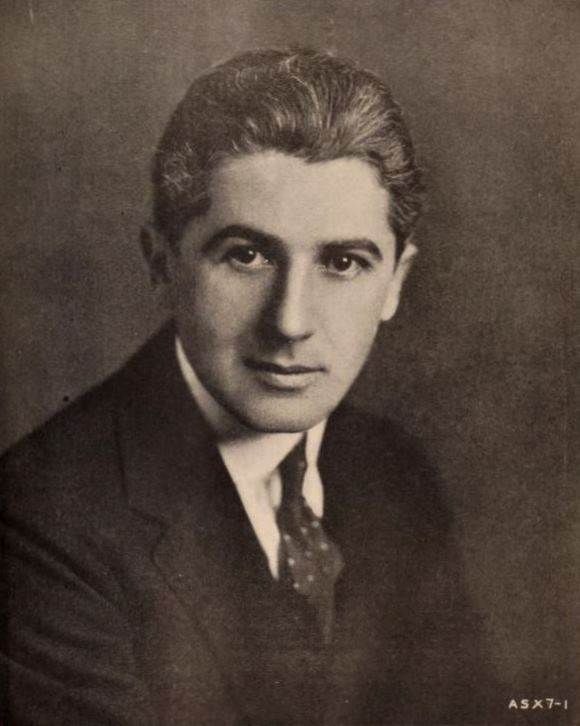
John M. Stahl 1920

John M. Stahl, född 21 januari 1886 i New York, död 12 januari 1950 i Hollywood, Kalifornien, var en amerikansk filmregissör och filmproducent.
Han har en stjärna på Hollywood Walk of Fame vid adressen 6546 Hollywood Blvd.

## Filmregi i urval
- 1931 – Mellan två kvinnor
- 1932 – Kärlekens bakgata
- 1934 – Uppror mot livet
- 1935 – En läkares samvete
- 1939 – Morgondagen är vår
- 1941 – Det ska vi bli två om!
- 1943 – Leve äktenskapet
- 1944 – Himmelrikets nycklar
- 1945 – Min är hämnden